# Teri Hatcher
Pour les articles homonymes, voir Hatcher.
Teri Hatcher [tɛɹi hætʃɚ], née le 8 décembre 1964 à Palo Alto (Californie), est une actrice américaine. Elle a accédé à la notoriété internationale à travers trois grands rôles : celui de Loïs dans la série télévisée Loïs et Clark (1993-1997), celui de la James Bond girl dans Demain ne meurt jamais (1997) et celui de Susan Mayer dans la série Desperate Housewives (2004-2012).
Tout au long de sa carrière, elle est nommée pour plus d’une vingtaine de récompenses, notamment aux Golden Globes Awards et aux Screen Actors Guild Awards qu’elle remporte à plusieurs reprises.

## Biographie

### Enfance et formation
Teri Lynn Hatcher est la fille d'Esther Beshur, une programmatrice informatique qui a travaillé pour Lockheed Martin, et de Owen Walker Hatcher Jr., un physicien nucléaire et ingénieur en électricité,.
Elle est d'origine britannique, galloise et française par son père ainsi que syrienne et tchèque par sa mère.
Teri Hatcher prend des cours de ballet à l'école de danse San Juan à Los Altos. Elle grandit à Sunnyvale, en Californie. Elle fréquente l'école Manjo Junio High, la Fremont High School et le College De Anza à Cupertino. Elle étudie les mathématiques et l'ingénierie,.

### Carrière

#### Les débuts, seconds rôles à la télévision (1984-1992)
En 1984, après avoir étudié la comédie à l'American Conservatory Theatre, l'un de ses premiers emplois est en tant que cheerleader de la NFL de San Francisco,.
Au début de sa carrière, elle joue de petits rôles à la télévision : en 1985, elle décroche son premier rôle récurrent pour La croisière s'amuse. Pendant un an (19 épisodes), elle incarne la jeune et jolie serveuse Amy. Elle incarne ensuite aussi de façon récurrente Penny Parker dans la série MacGyver, jusqu'en 1991. Cette année-là, elle apparaît dans le clip de la chanson Missing You Now de Michael Bolton.
En 1989, elle joue dans Code Quantum le rôle d'une future petite amie de Sam Beckett. Côté musique, elle intervient dans le clip de la chanson Turn the lights out when you leave d'Elton John. La même année, elle joue son premier grand rôle au cinéma dans Tango et Cash où elle interprète la jeune sœur de Sylvester Stallone.
En 1991, elle joue dans la mini série Sunday Dinner, rapidement annulée faute d'audience.

#### Révélation, percée au cinéma et perte de vitesse (1993-2003)

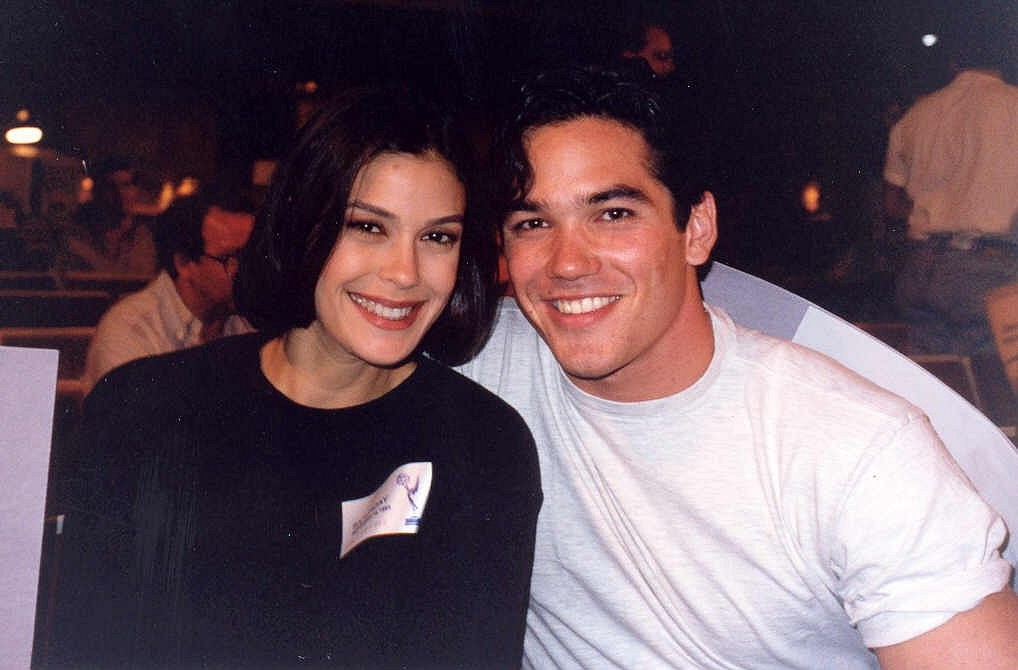
Dean Cain et Teri Hatcher, lors des Emmy Awards de 1993.

De 1993 à 1997, son rôle de Loïs Lane dans la série Loïs et Clark la révèle au grand public et lui permet d'acquérir une notoriété plus importante. À la hauteur de la popularité de l'émission en 1995, une image de Hatcher enveloppée dans une cape Superman aurait été l'image la plus téléchargée sur Internet, avec en moyenne 20 000 téléchargements par mois, pendant une période de six mois,. Cette année-là, elle est scénariste d'un épisode de la troisième saison de la série.
La série réalise d'excellentes audiences et permet à la chaîne de pérenniser sur ce succès. Le succès critique et public du show est important et permet à Teri Hatcher d'être élue Révélation de l'année lors de la cérémonie des Golden Apple Awards, en 1996.

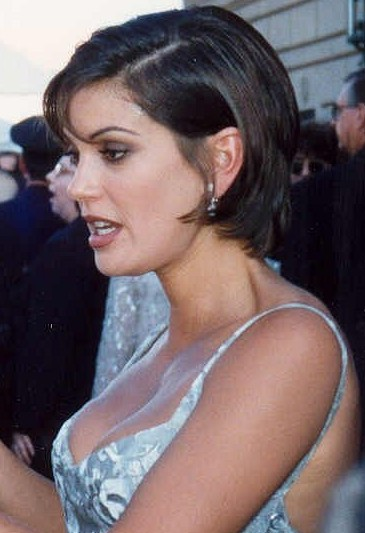
Teri Hatcher, lors de la cérémonie des Emmy Awards, en 1995.

En 1997, juste après l'arrêt de sa série phare, à la suite d'une forte érosion des audiences, elle décroche le rôle de la James Bond girl dans le film Demain ne meurt jamais. C'est un succès au box office, le film générant près de 340 millions de dollars. Cette année-là, elle signe en revanche, une contre-performance, avec sa double nomination lors de la cérémonie des Razzie Awards, pour les seconds rôles qu'elle occupe dans le drame Vengeance froide et dans la comédie Deux jours à Los Angeles.
De 1999 à 2001, elle signe pour incarner le personnage de Sally Bowles dans la comédie musicale Cabaret de Sam Mendes.
Au cinéma, elle obtient un second rôle dans Spy Kids de Robert Rodriguez. Ce film pour enfants lui permet de renouer avec les hauteurs du box office, rencontrant un franc succès au box office.
En 2001, elle est l'héroïne du téléfilm Traque sans répit aux côtés de Rob Lowe.
En 2003, elle joue le personnage principal du drame méconnu A touch of Fate, passé complètement inaperçu,.

#### Retour au succès et plébiscite critique (2004-2012)

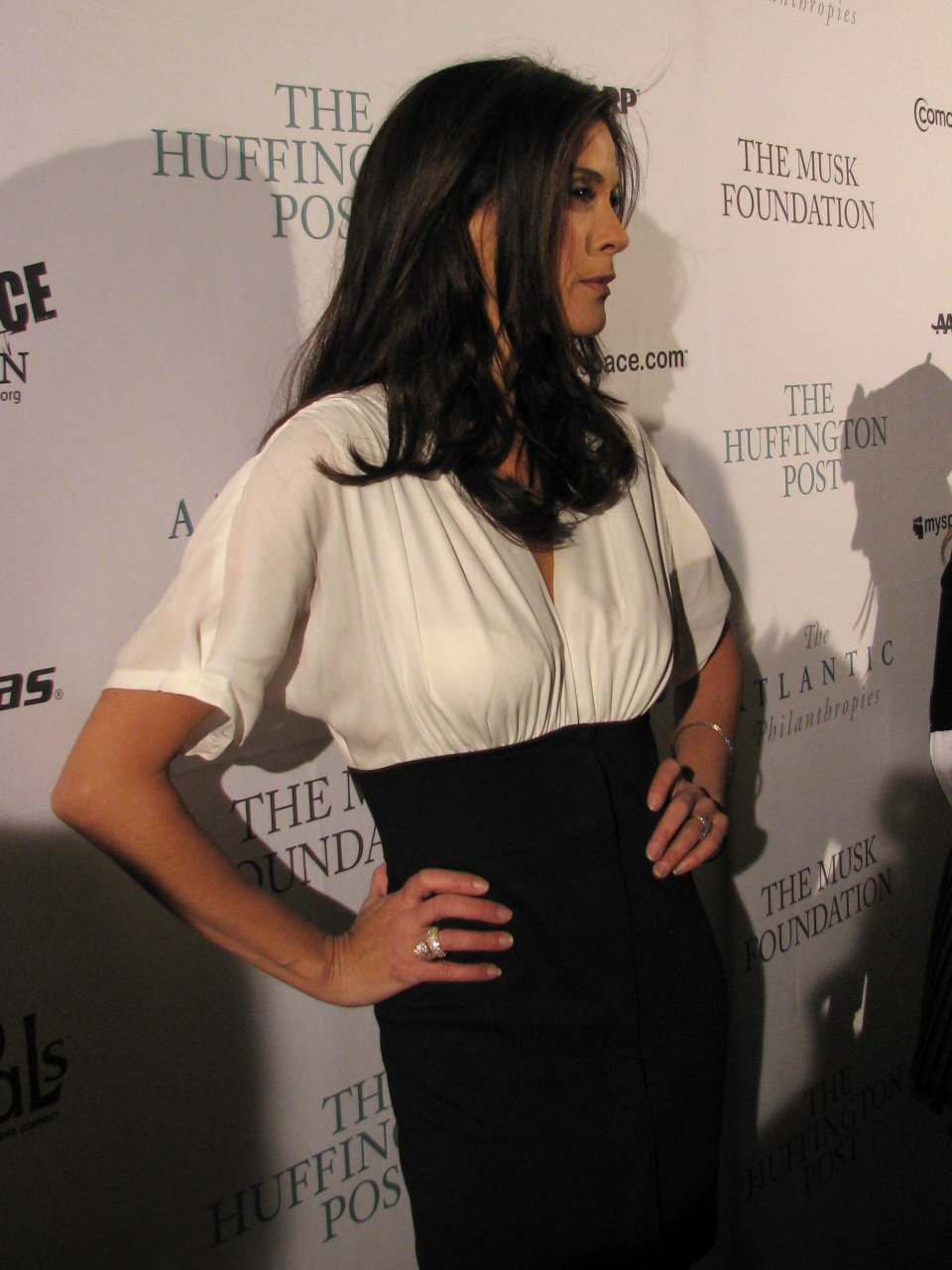
Teri Hatcher, lors d'une soirée organisée par Huffington Post, en 2009.

Entre 2004 et 2012, elle obtient le rôle de Susan Mayer, l'une des Housewives de Desperate Housewives. Cette série qui rencontre un succès mondial la propulse au rang de star et donne un nouvel élan à sa carrière. La production est nommée et est récompensée à de prestigieuses cérémonies, comme les Golden Globes ou les Emmy Awards (équivalent des Oscars pour la télévision).
En 2005, son interprétation est récompensée à titre personnel par le Golden Globe de la meilleure actrice dans une série télévisée musicale ou comique. Cette même année, elle réalise un doublé en décrochant l'Actor de la meilleure actrice ainsi que le Screen Actors Guild Awards de la meilleure distribution, prix partagé avec ses co stars, Felicity Huffman, Marcia Cross et Eva Longoria. Elle est également nommée pour l'Emmy Awards de la meilleure actrice dans une série télévisée. Et elle est aussi élue Révélation de l'année par la cérémonie des Gold Derby Awards.

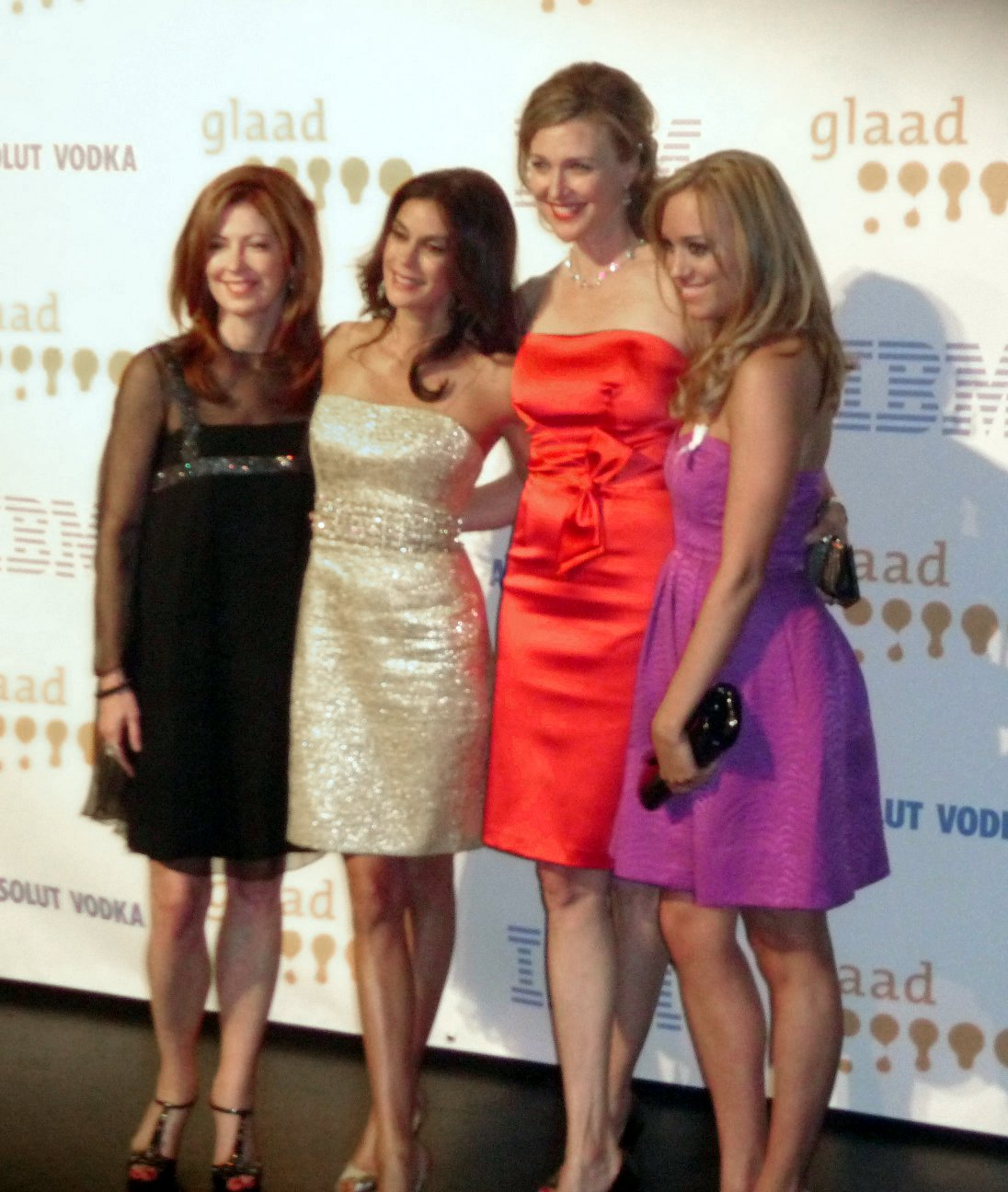
Dana Delany, Teri Hatcher, Brenda Strong et Andrea Bowen lors des GLAAD Media Awards 2009.

En 2006, l'ensemble du casting est à nouveau récompensé à cette cérémonie pour la deuxième année consécutive et permet à Teri Hatcher d'obtenir sa troisième récompense. Elle décroche aussi une seconde nomination au Golden Globe, se retrouvant face à sa collègue Felicity Huffman. Elle est également citée pour le Teen Choice Awards, le Satellite Awards et le People's Choice Awards de la meilleure actrice.
Parallèlement au tournage de la série, l'actrice prête sa voix, en 2009, à l'un des personnages du film d'animation Coraline. Le film est un succès critique et public, décrochant même une nomination pour l'Oscar du meilleur film d'animation, en 2010.

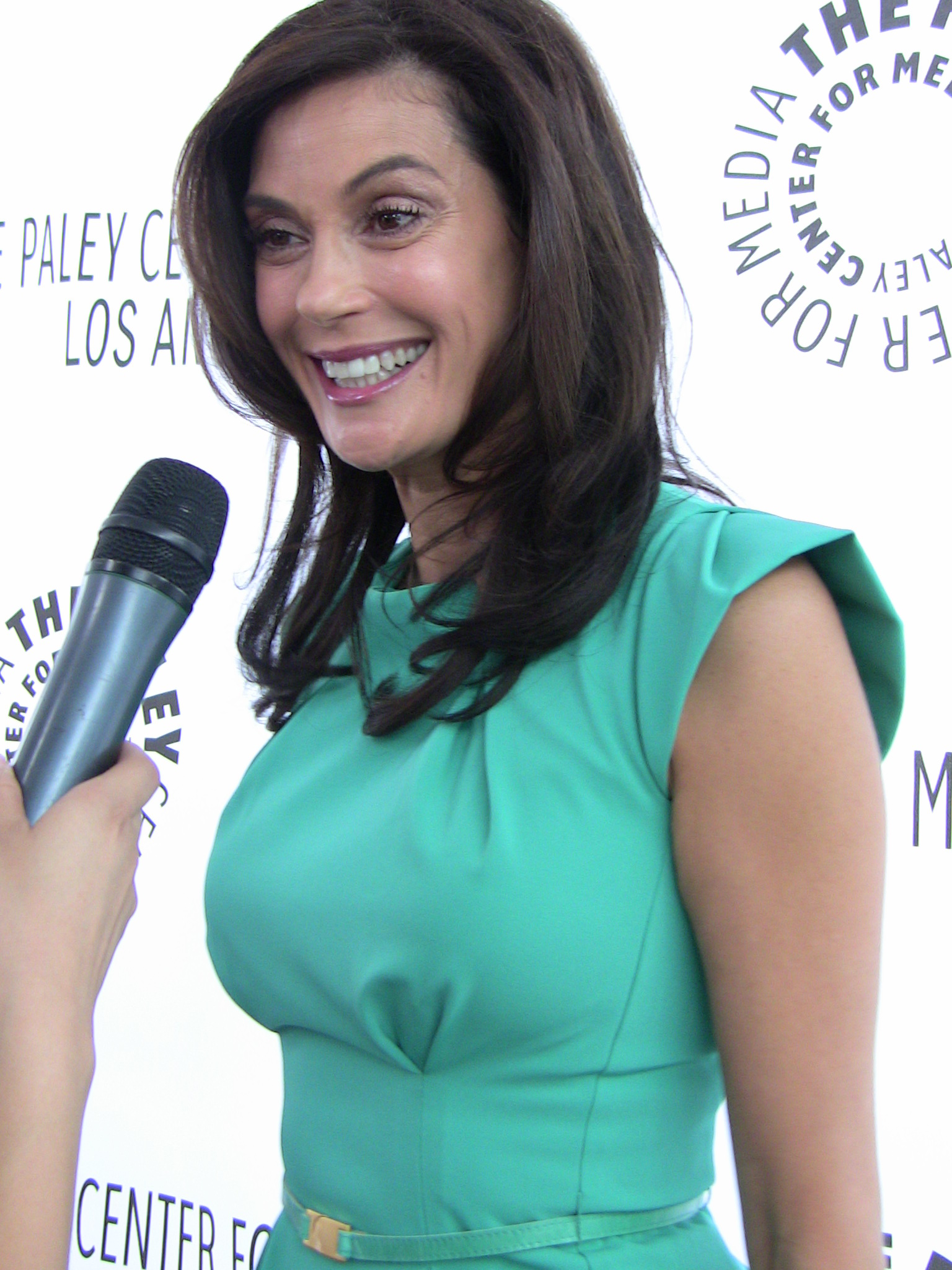
Teri Hatcher lors du Desperate Housewives Paley Fest, à Beverly Hills, en 2009.

Cette année-là, l'actrice est sujette à de nombreuses rumeurs qui la disent sur le départ du show créé par Marc Cherry, à la suite de certains différends rencontrés sur le tournage avec ses collègues. Teri Hatcher elle-même réfutera ces rumeurs par la suite.
Elle fait ensuite un retour remarqué dans la franchise Superman pour une apparition spéciale, le temps d'un épisode, dans la dixième et dernière saison de la série télévisée Smallville, centrée sur la jeunesse du héros. Elle incarne la mère de Lois Lane, cette fois ci jouée par Erica Durance.
En 2011, elle est nommée pour le People's Choice Awards de la sensation de l'année.

#### Doublage et seconds rôles (2012-...)

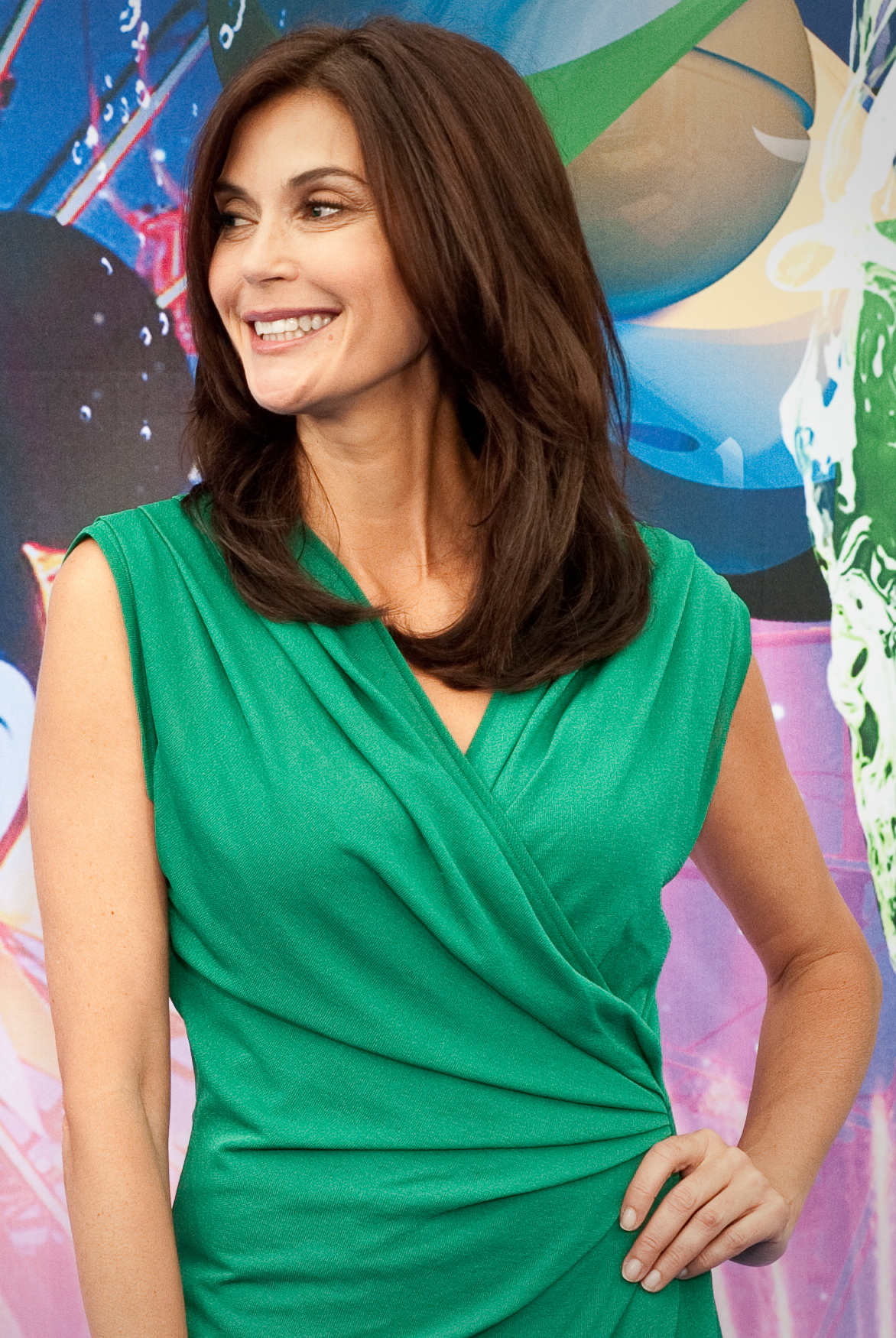
Teri Hatcher, lors de l'ouverture du parc World of Color de Disney, en Californie, en 2010.

En 2012, l’année de l'arrêt de Desperate Housewives après huit saisons, les langues se délient et des membres de la production révèlent que l'actrice n'entretenait que peu de relations avec le reste de l'équipe,.
Teri Hatcher décroche ensuite un rôle récurrent dans la première saison de Jane by Design et elle apparaît dans un épisode de Funny or Die Presents….
En 2013, elle continue ses activités de doublage pour les besoins du 127e long-métrage d'animation des studios Disney, Planes. Le film rencontre un franc succès lors de sa sortie en salles. L'actrice reste alors fidèle à cette franchise et rempile pour le second volet, sorti en 2014, qui confirme ce succès auprès d'un public d'enfants.
Entretemps, elle fait ses débuts en tant que réalisatrice pour les besoins d'un épisode de la série télévisée fantastique Twisted, un show essentiellement destiné à un public d'adolescents.
Entre 2013 et 2015, elle double, de manière régulière, un personnage de la série télévisée d'animation, produit par Disney Television Animation, Jake et les Pirates du Pays imaginaire. Elle s'engage également, jusqu'en 2016, pour un autre rôle récurrent dans la seconde saison de la série comique The Odd Couple avec Matthew Perry, Lindsay Sloane et Thomas Lennon.
En 2017, l'actrice soigne son retour en télévisuel en choisissant d'incarner un personnage récurrent maléfique dans la seconde saison de la série télévisée fantastique Supergirl, développée par Greg Berlanti et Ali Adler, l'actrice signe un retour dans l'univers SuperWorld. Grâce à son interprétation, l'actrice est nommée lors de la cérémonie des Teen Choice Awards dans la catégorie Meilleur Méchant dans une série télévisée où elle est nommée au côté de, Grant Gustin, Cory Michael Smith et Janel Parrish.
Dans le même temps, elle est à l’affiche de sa propre web-série intitulée Van Therapy, diffusée sur la plateforme YouTube,,.
En 2018, elle rejoint le casting de la comédie potache Madness in the Method, portée par Jason Mewes aux côtés de Danny Trejo, Gina Carano et retrouve par la même occasion Dean Cain. La même année, elle profite du Comic-Con de New York pour réitérer son envie de donner une suite à Loïs et Clark : Les Nouvelles Aventures de Superman afin de clore convenablement les intrigues alors que cette série avait été arrêtée prématurément à la suite d'une forte érosion des audiences, sans réelle conclusion.
En 2021, elle est la star du téléfilm Coup de foudre avant Noël, aux côtés de James Denton.
En avril 2022, elle participe, hors classement, à la troisième saison de Mask Singer, en France. Elle porte le costume de la coccinelle .

## Vie privée
Elle a brièvement été mariée à Marcus Leithold, de 1988 à 1989. 

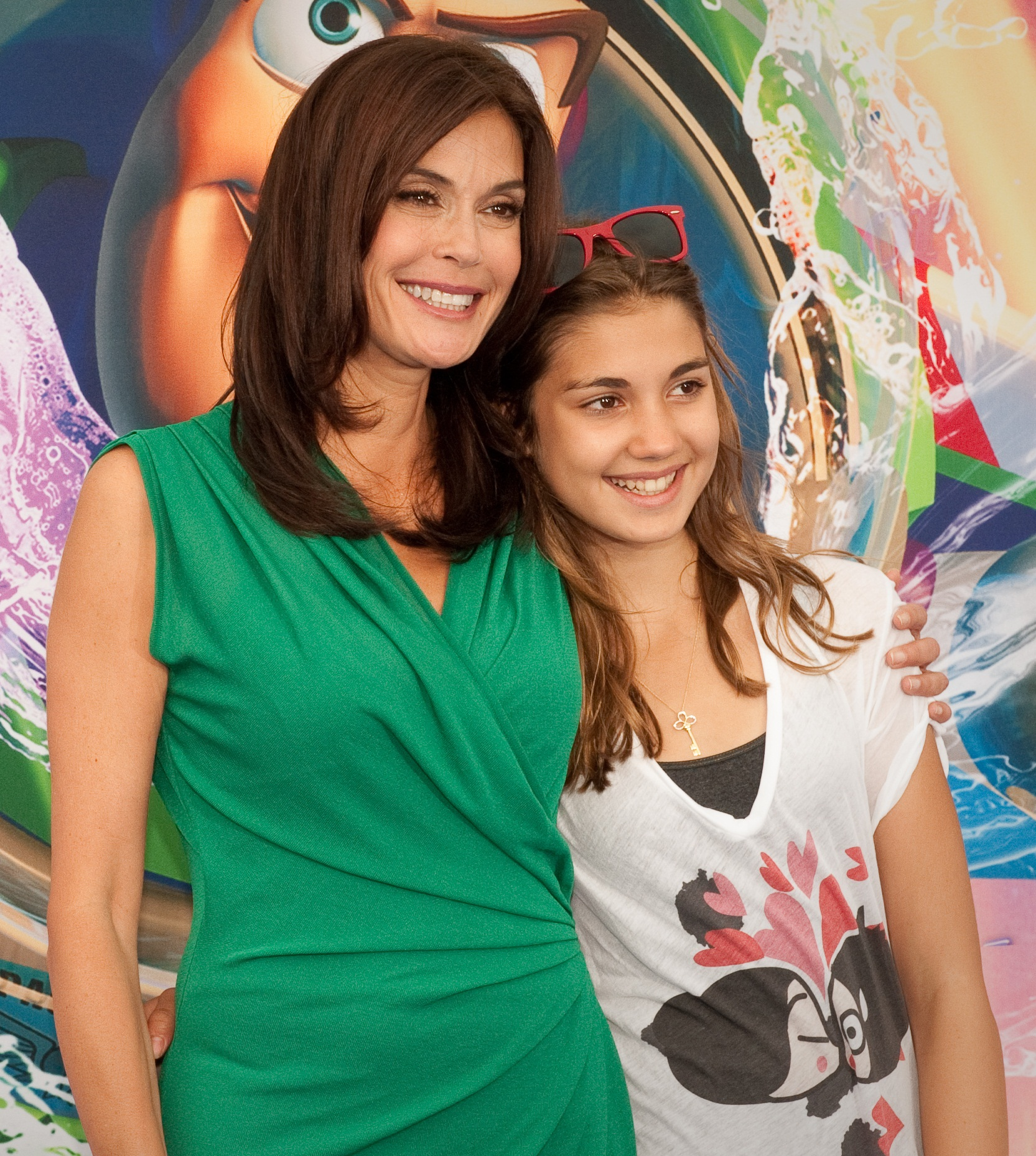
Teri Hatcher et sa fille, en 2010.

En 1997, Teri Hatcher a été désignée « femme la plus sexy » dans la liste du FHM. Le 10 novembre de cette même année elle a eu une fille, Emerson Rose, qu'elle élève seule et dont le père est Jon Tenney. Ils s'étaient mariés le 27 mai 1994 et ont divorcé en mars 2003.
En mars 2006, elle a révélé au cours d'un entretien à Vanity Fair qu'elle avait subi des abus sexuels à l'âge de cinq ans,. L'auteur des attouchements, Richard Hayes Stone, était à l'époque marié à l'une de ses tantes,. C'est le suicide, à 14 ans, d'une autre victime de Richard Stone qui a poussé Teri Hatcher à révéler ces faits en 2002 aux procureurs du comté de Santa Clara chargés de l'affaire, malgré la crainte d'être suspectée de se faire de la publicité. Stone a plaidé coupable pour quatre chefs d'accusations de maltraitance infantile et été condamné à 14 ans de prison. 
Teri Hatcher participe régulièrement, en tant que chanteuse, au groupe Band From TV composé principalement d'acteurs comme Greg Grunberg, Bob Guiney, James Denton, Hugh Laurie, Barry Sarna, Brad Savage, Rich Winer, Chris Kelley et Jesse Spencer.

## Filmographie

### Cinéma
- 1989 : The Big Picture de Christopher Guest : Gretchen
- 1989 : Tango et Cash de Andreï Kontchalovski : Katherine 'Kiki' Tango
- 1991 : La télé lave plus propre (Soapdish) de Michael Hoffman : Ariel Maloney/Dr Monica Demonico
- 1992 : Straight Talk de Barnet Kellman : Janice
- 1993 : Brainsmasher ... A Love Story de Albert Pyun : Samantha Crain
- 1994 : The Cool Surface (en) de Erik Anjou : Dani Payson.
- 1994 : La Guerre des sexes (All Tied Up) de John Mark Robinson : Linda Alissio
- 1996 : Vengeance froide de Phil Joanou : Claudette Rocque
- 1996 : Deux jours à Los Angeles de John Herzfeld : Becky Foxx
- 1996 : Dead Girl de Adam Coleman Howard : Passer-By
- 1997 : Demain ne meurt jamais de Roger Spottiswoode : Mrs. Paris Carver
- 1999 : Fever de Alex Winter : Charlotte Parker
- 2001 : Spy Kids de Robert Rodriguez : Mrs. Gradenko
- 2003 : En route vers son destin (A Touch of Fate) de Rebecca Cook : Megan Marguilas
- 2003 : Two Girls from Lemoore de Luka Pecel : la femme aveugle
- 2007 : Renaissance d'un champion de Rod Lurie : Andrea Flak
- 2009 : Coraline de Henry Selick : la mère de Coraline / l'autre mère (voix, animation)
- 2013 : Planes de Klay Hall : Dottie (voix animation)
- 2014 : Planes 2 de Roberts Gannaway : Dottie (voix, animation)
- 2016 : Sundown de Fernando Lebrija : Janice Hoagland (Maman)
- 2019 : Madness in the Method de Jason Mewes : Geena

### Télévision

#### Téléfilms
- 1991 : Dead in the Water de Bill Condon : Laura Stewart
- 1991 : The Brotherhood de Robert Butler : Teresa Gennaro
- 1998 : Since You've Been Gone de David Schwimmer : Maria Goldstein
- 2000 : Running Mates de Ron Lagomarsino : Shawna Morgan
- 2001 : Traque sans répit de Kevin Elders : Jane Doe
- 2003 : Projet Momentum de James Seale : Jordan Ripps
- 2014 : Stan Lee's Mighty 7 de Stan Lee, Gill Champion : Silver Skylark (voix)
- 2021 : Coup de foudre avant Noël (A Kiss Before Christmas) de Jeff Beesley : Joyce Holt
- 2022 : Célibataire & fabuleuse ! (Mid-Love Crisis) de Terry Ingram : Mindy Quinn
- 2023 : Coup de foudre en cadeau de Noël (How to Fall in Love by Christmas) de Michael Kennedy : Nora Winters
- 2023 : Noël au chalet (Christmas at the Chalet) de Lucie Guest : Lex Riley
- 2024  : Un tueur parmi nous : l'histoire vraie de Ruth Finley (The Killer Inside: The Ruth Finley Story) de Greg Beeman : Ruth Finley

#### Séries télévisées
- 1985-1986 : La croisière s'amuse : Amy, une serveuse (19 épisodes)
- 1986-1987 : Capitol : Angelina Stimac Clegg (5 épisodes)
- 1986-1991 : MacGyver : Penny Parker (7 épisodes)
- 1987 : Karen's Song : Laura Matthews (13 épisodes)
- 1987 : Tribunal de nuit : Kitty (saison 5, épisode 7)
- 1988 : CBS Summer Playhouse : Laurie Stevens (saison 2, épisode 5)
- 1988 : Star Trek : La Nouvelle Génération : B. G. Robinson (saison 2, épisode 4 : Okona le magnifique)
- 1989 : La Loi de Los Angeles : Tracy Shoe (saison 3, épisode 8)
- 1989 : Code Quantum : Donna Eleese (saison 1, épisode 2)
- 1990 : Les Contes de la crypte : Stacy (saison 2, épisode 6)
- 1990 : Murphy Brown : Madeline Stillwell (saison 2, épisode 24)
- 1991 : Sunday Dinner : TT Fagori (6 épisodes)
- 1991 : The Exile : Marissa (saison 1, épisode 1)
- 1993 et 1998 : Seinfeld : Sidra (saison 4, épisode 18, 19 et 22 et saison 9, épisode 22)
- 1993-1997 : Loïs et Clark : Les Nouvelles Aventures de Superman : Loïs Lane-Kent, la femme de Superman (87 épisodes)
- 1998 : Frasier : Marie (saison 6, épisode 5)
- 2004 : Mon oncle Charlie : Liz (saison 1, épisode 19)
- 2004-2012 : Desperate Housewives : Susan Mayer Delfino (180 épisodes)
- 2010 : Smallville : Ella Lane, mère de Loïs Lane (saison 10, épisode 8)
- 2012 : Jane by Design : Kate Quimby, la mère de Jane (saison 1, épisodes 13 à 16)
- 2012 : Funny or Die Presents… : Rebecca Tyler (saison 3, 1 épisode)
- 2013-2015 : Jake et les Pirates du Pays imaginaire : Beatrice LeBeak (voix originale, 7 épisodes)
- 2015-2016 : The Odd Couple : Charlotte (récurrente saison 2, 11 épisodes)
- 2017 : Supergirl : Rhea, reine de Daxam (récurrente saison 2, 8 épisodes)
- 2023 : Fantasy Island : Dolly Paymer (saison 2, épisode 3)

### Théâtre
- 1999-2001 : Cabaret de Sam Mendes : du 23 février au 20 mai 2001

### Réalisatrice
- 2013 : Twisted (saison 1, épisode 16)

### Scénariste
- 1995 : Loïs et Clark : Les Nouvelles Aventures de Superman (saison 3, épisode 20)

## Distinctions
Sauf indication contraire ou complémentaire, les informations mentionnées dans cette section proviennent de la base de données IMDb.

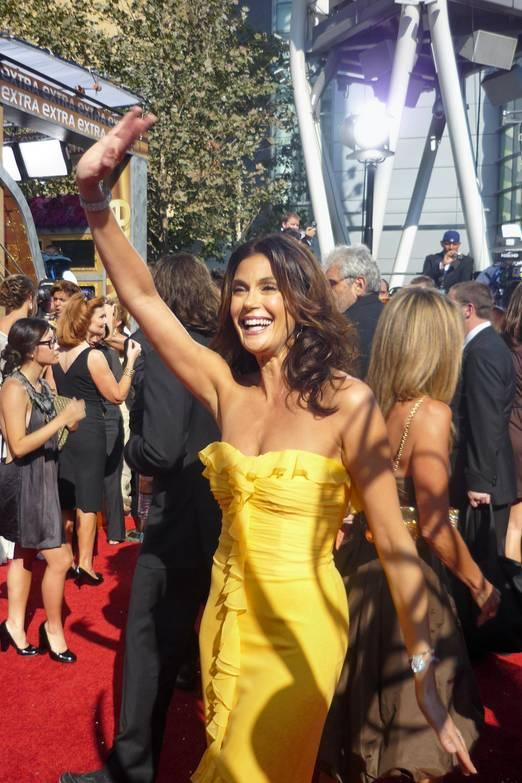
Teri Hatcher, lors de la 60e cérémonie des Emmy Awards, en 2008.

### Récompenses
- Golden Apple Awards 1996 : Révélation féminine de l'année.
- Gold Derby Awards 2005 : Révélation féminine de l'année.
- Golden Globes 2005 : Meilleure actrice dans une série télévisée musicale ou comique pour Desperate Housewives
- Screen Actors Guild Awards 2005 : 
  - Meilleure actrice dans une série comique pour Desperate Housewives
  - Meilleure distribution pour une série comique pour Desperate Housewives
- Screen Actors Guild Awards 2006 : Meilleure distribution pour une série comique pour Desperate Housewives

### Nominations
- 1994 : Viewers for Quality Television Awards de la meilleure actrice dans une série télévisée dramatique pour Loïs et Clark : Les Nouvelles Aventures de Superman
- Razzie Awards 1997 : Pire actrice dans un second rôle pour Vengeance froide et pour Deux jours à Los Angeles
- Saturn Awards 1998 : Meilleure actrice dans un second rôle pour Demain ne meurt jamais
- Primetime Emmy Awards 2005 : Meilleure actrice dans une série télévisée comique pour Desperate Housewives
- Gold Derby Awards 2005 : 
  - Interprétation de l'année
  - meilleure actrice dans une série télévisée comique pour Desperate Housewives
- 2005 : Online Film & Television Association Awards de la meilleure actrice dans une série comique pour Desperate Housewives
- Satellite Awards 2005 : Meilleure actrice dans une série télévisée musicale ou comique pour Desperate Housewives
- 2005 : Television Critics Association Awards de la meilleure actrice dans une série télévisée comique pour Desperate Housewives
- Golden Globes 2006 : Meilleure actrice dans une série télévisée musicale ou comique pour Desperate Housewives
- 2006 : Gold Derby Awards de la meilleure distribution dans une série télévisée comique pour Desperate Housewives
- 2006 : Teen Choice Awards de la meilleure actrice dans une série télévisée comique pour Desperate Housewives
- 2006 : People's Choice Awards de la star féminine préférée de série télévisée pour Desperate Housewives
- Screen Actors Guild Awards 2007 : Meilleure distribution pour une série comique pour Desperate Housewives
- Prism Awards 2008 : meilleure actrice dans une série comique pour Desperate Housewives
- Screen Actors Guild Awards 2008 : Meilleure distribution pour une série comique pour Desperate Housewives
- Screen Actors Guild Awards 2009 : Meilleure distribution pour une série comique pour Desperate Housewives
- People's Choice Awards 2011 : Sensation de l'année
- Teen Choice Awards 2017 : Meilleure méchante dans une série télévisée fantastique pour Supergirl

## Voix françaises
En France, Claire Guyot est la voix française régulière de Teri Hatcher.
Au Québec, Johanne Garneau est la voix québécoise fréquente de l'actrice. 
En France
| - Claire Guyot dans : - Code Quantum (série télévisée) - Loïs et Clark : Les Nouvelles Aventures de Superman (série télévisée) - Deux Jours à Los Angeles - Demain ne meurt jamais - Spy Kids - Traque sans répit (téléfilm) - Mon oncle Charlie (série télévisée) - Desperate Housewives (série télévisée) - Renaissance d'un champion - Coraline (voix) - Smallville (série télévisée) - Desperate Housewives : Les Secrets de la série (documentaire) - The Odd Couple (série télévisée) - Supergirl (série télévisée) - Coup de foudre avant Noël (téléfilm) - Célibataire et fabuleuse ! (téléfilm) - Coup de foudre en cadeau de Noël (téléfilm) - Noël au chalet (téléfilm) - Un tueur parmi nous : l'histoire vraie de Ruth Finley (téléfilm) | - Marika Duchesnay dans : - Planes (voix) - Planes 2 (voix) et aussi - Kelvine Dumour dans MacGyver (série télévisée) - Dorothée Jemma dans La croisière s'amuse (série télévisée) - Michèle Buzynski dans Tango et Cash - Isabelle Ganz dans Dead in the Water - Dominique Chauby dans Vengeance froide |

Au Québec
| - Johanne Garneau dans : - Paradis piégé - Depuis ton départ - Sortis de l'ombre - Catherine Brunet dans : - Les Avions (voix) - Les Avions : Pompiers du ciel (voix) | et aussi - Violette Chauveau dans Duo de choc - Hélène Mondoux dans Espions en herbe - Geneviève Brouillette dans Coraline (voix) |